# Série de championnat de la Ligue américaine de baseball 1998
La Série de championnat de la Ligue américaine de baseball 1998 était la série finale de la Ligue américaine de baseball, dont l'issue a déterminé le représentant de cette ligue à la Série mondiale 1998, la grande finale des Ligues majeures.
Cette série quatre de sept débute le mardi 6 octobre 1998 et se termine le mardi 13 octobre par une victoire des Yankees de New York, quatre victoires à deux sur les Indians de Cleveland. 

## Équipes en présence
Les Yankees de New York établissent en 1998 un nouveau record de la Ligue américaine de baseball pour les victoires en saison régulière, avec 114 gains, deux de moins que le record des majeures de 116 victoires des Cubs de Chicago en 1908. Cette nouvelle marque de la Ligue américaine sera battue par les 116 gains des Mariners de Seattle en 2001. Au cours de la saison régulière 1998, les Yankees ne perdent que 48 parties et remportent aisément le championnat de la division Est avec 22 matchs de priorité sur les Red Sox de Boston. Ces derniers, auteurs d'une très belle fiche victoires-défaites de 90-72, se qualifient pour les séries éliminatoires comme meilleurs deuxièmes.
Les Indians de Cleveland remportent le quatrième de cinq championnats de division consécutifs dans la section Centrale. Les champions en titre de l'Américaine, défaits l'automne précédent en Série mondiale, remportent 89 victoires contre 73 défaites en 1998. Opposés aux Red Sox au premier tour éliminatoire, ils défont ces trois derniers matchs à un et accèdent à la Série de championnat pour une troisième fois en quatre saisons.
De leur côté, les adversaires des Yankees en Série de divisions sont les Rangers du Texas, champions de la division Ouest avec un dossier de 88-74. New York remporte les trois parties pour passer en Série de championnat pour la deuxième fois en trois ans.

## Déroulement de la série

### Calendrier des rencontres
| Match | Date       | Visiteur             | Hôte                 | Score              |
| ----- | ---------- | -------------------- | -------------------- | ------------------ |
| 1     | 6 octobre  | Indians de Cleveland | Yankees de New York  | 2 - 7              |
| 2     | 7 octobre  | Indians de Cleveland | Yankees de New York  | 4 - 1 (12 manches) |
| 3     | 9 octobre  | Yankees de New York  | Indians de Cleveland | 1 - 6              |
| 4     | 10 octobre | Yankees de New York  | Indians de Cleveland | 4 - 0              |
| 5     | 11 octobre | Yankees de New York  | Indians de Cleveland | 5 - 3              |
| 6     | 13 octobre | Indians de Cleveland | Yankees de New York  | 5 - 9              |

### Match 1
Mardi 6 octobre 1998 au Yankee Stadium, New York, NY.
| Indians de Cleveland | 0 | 0 | 0 | 0 | 0 | 0 | 0 | 0 | 2 | 2 | 5  | 0 |
| Yankees de New York | 5 | 0 | 0 | 0 | 0 | 1 | 1 | 0 | X | 7 | 11 | 0 |
| Lanceurs partants : CLE : Jaret Wright NYY : David Wells Vic. : David Wells (1-0) Déf. : Jaret Wright (0-1) HRs : CLE : Manny Ramírez (1) NYY : Jorge Posada (1) |   |   |   |   |   |   |   |   |   |   |    |   |

### Match 2
Mercredi 7 octobre 1998 au Yankee Stadium, New York, NY.
| Indians de Cleveland | 0 | 0 | 0 | 1 | 0 | 0 | 0 | 0 | 0 | 0 | 0 | 3 | 4 | 8 | 1 |
| Yankees de New York | 0 | 0 | 0 | 0 | 0 | 0 | 1 | 0 | 0 | 0 | 0 | 0 | 1 | 7 | 1 |
| Lanceurs partants : CLE : Charles Nagy NYY : David Cone Vic. : Dave Burba (1-0) Déf. : Jeff Nelson (0-1) Sauv. : Michael Jackson (1) HRs : CLE : Dave Justice (1) |   |   |   |   |   |   |   |   |   |   |   |   |   |   |   |

### Match 3
Vendredi 9 octobre 1998 à Jacobs Field, Cleveland, Ohio.
| Yankees de New York | 1 | 0 | 0 | 0 | 0 | 0 | 0 | 0 | 0 | 1 | 4  | 0 |
| Indians de Cleveland | 0 | 2 | 0 | 0 | 4 | 0 | 0 | 0 | X | 6 | 12 | 0 |
| Lanceurs partants : NYY : Andy Pettitte CLE : Bartolo Colón Vic. : Bartolo Colón (1-0) Déf. : Andy Pettitte (0-1) HRs: CLE : Mark Whiten (1), Jim Thome (1, 2), Manny Ramírez (2) |   |   |   |   |   |   |   |   |   |   |    |   |

### Match 4
Samedi 10 octobre 1998 à Jacobs Field, Cleveland, Ohio.
| Yankees de New York | 1 | 0 | 0 | 2 | 0 | 0 | 0 | 0 | 1 | 4 | 4 | 0 |
| Indians de Cleveland | 0 | 0 | 0 | 0 | 0 | 0 | 0 | 0 | 0 | 0 | 4 | 3 |
| Lanceurs partants : NYY : Orlando Hernández CLE : Dwight Gooden Vic. : Orlando Hernández (1-0) Déf. : Dwight Gooden (0-1) HRs : NYY : Paul O'Neill (1) |   |   |   |   |   |   |   |   |   |   |   |   |

### Match 5
Dimanche 11 octobre 1998 à Jacobs Field, Cleveland, Ohio.
| Yankees de New York | 3 | 1 | 0 | 1 | 0 | 0 | 0 | 0 | 0 | 5 | 6 | 0 |
| Indians de Cleveland | 2 | 0 | 0 | 0 | 0 | 1 | 0 | 0 | 0 | 3 | 8 | 0 |
| Lanceurs partants : NYY : David Wells CLE : Chad Ogea Vic. : David Wells (2-0) Déf. : Chad Ogea (0-1) Sauv. : Mariano Rivera (1) HRs : NYY : Chili Davis (1) CLE : Kenny Lofton (1), Jim Thome (3) |   |   |   |   |   |   |   |   |   |   |   |   |

### Match 6
Mardi 13 octobre 1998 au Yankee Stadium, New York, NY.
| Indians de Cleveland | 0 | 0 | 0 | 0 | 5 | 0 | 0 | 0 | 0 | 5 | 8  | 3 |
| Yankees de New York | 2 | 1 | 3 | 0 | 0 | 3 | 0 | 0 | X | 9 | 11 | 1 |
| Lanceurs partants : CLE : Charles Nagy NYY : David Cone Vic. : David Cone (1-0) Déf. : Charles Nagy (0-1) HRs : CLE : Jim Thome (4) NYY : Scott Brosius (1) |   |   |   |   |   |   |   |   |   |   |    |   |

## Joueur par excellence
Le lanceur gaucher David Wells, des Yankees de New York, est choisi joueur par excellence de la Série de championnat 1998 de la Ligue américaine. Wells est lanceur partant de son équipe dans le premier et le cinquième match, et il reçoit chaque fois la décision gagnante. En 15 manches et deux tiers lancées, il retire sur des prises 18 frappeurs des Indians. Sa moyenne de points mérités pour cette série est de 2,87.